# Palazzo del Bucoleone

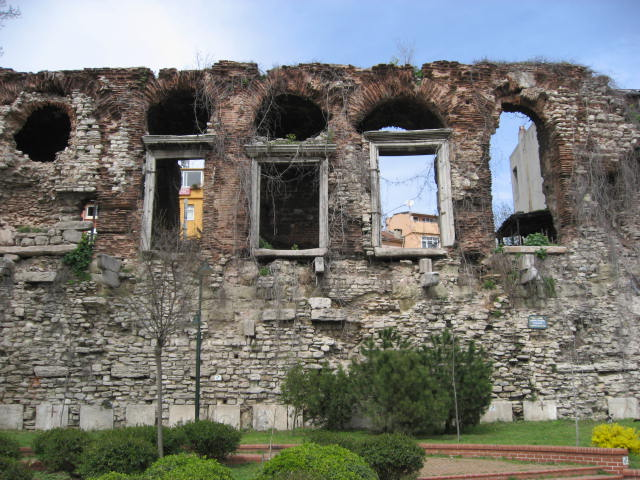
Resti del palazzo del Bucoleone.

Il palazzo del Bucoleone (in greco antico: Βουκολέων?) era un palazzo imperiale di Costantinopoli, appartenente al complesso del Gran Palazzo e noto anche come palazzo d'Ormisda o palazzo di Giustiniano, era considerato una delle meraviglie dell'antica capitale bizantina.

## Storia

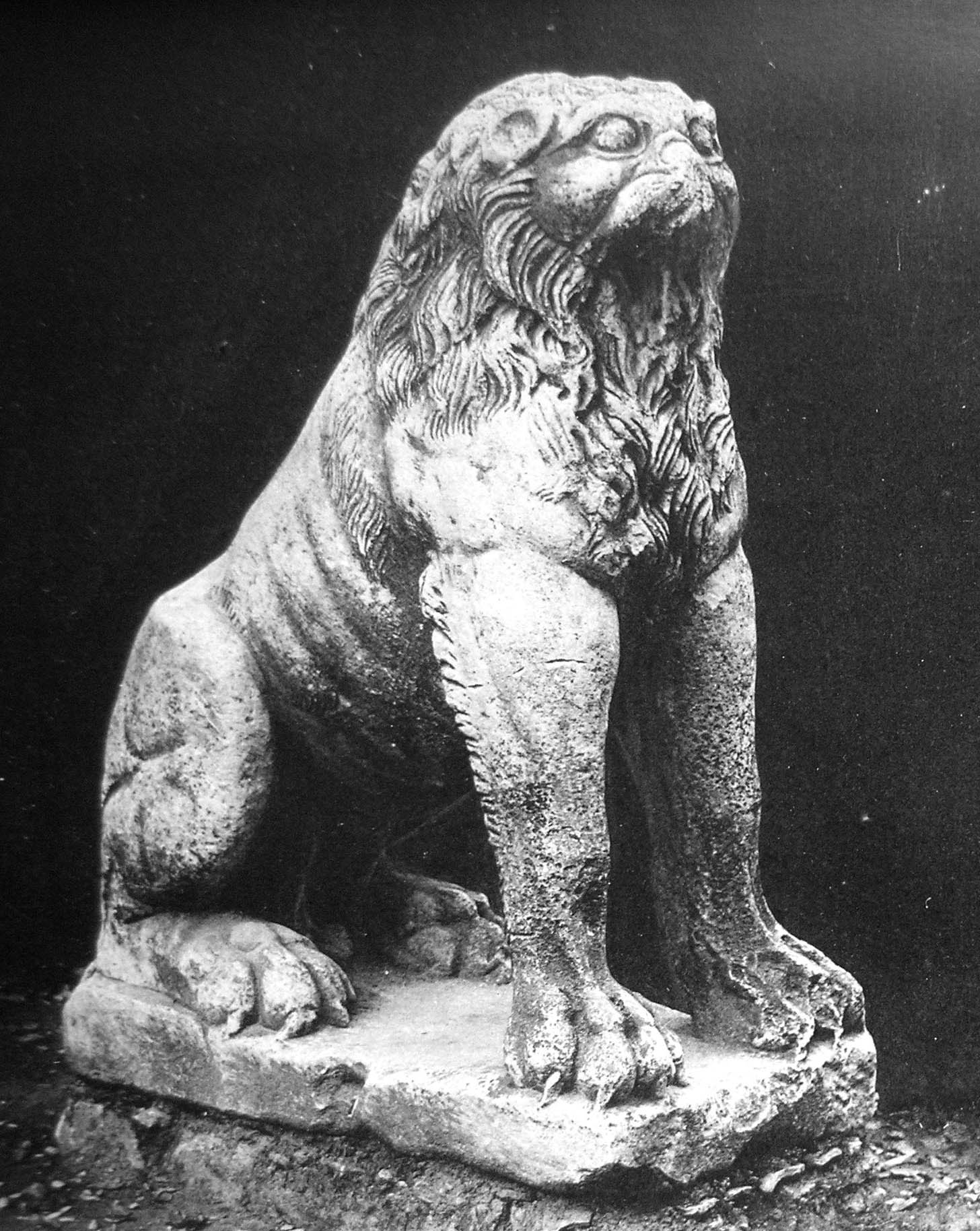
Un leone che si trovava all'entrata del palazzo, oggi nei Musei archeologici di Istanbul

Il nome originale, palazzo d'Ormisda, derivava da quello del cognato del re sasanide Sapore II, quel principe Ormisda che durante il regno di Costantino I si era rifugiato a Costantinopoli, e dal quale aveva preso nome l'intera regione della città in cui aveva posto la sua residenza.
Eretto probabilmente da Teodosio II, nel V secolo, il palazzo venne via via allargato, raggiungendo l'apice della sontuosità nel VI secolo, con Giustiniano I il Grande, quando prese il nome di Palazzo di Giustiniano o Bucoleone. Secondo la tradizione, questo nome, crasi dei termini greci βους (bous, "bue") e λέων (leon, "leone"), derivava da una grande statua raffigurante i due animali, posta all'interno del porto realizzato in quest'epoca alla base del palazzo.
Si dice dovessero esserci oltre 500 stanze, ed una sala banchetti per oltre 300 invitati. E in quest'epoca l'imperatore vi eresse nei pressi anche la chiesa dei Santi Sergio e Bacco.
Massicci lavori di riedificazione vennero condotti durante il regno di Teofilo, alla metà del IX secolo, durante i quali venne realizzata la grande facciata sovrastante le Mura Marittime, ancor oggi visibile.
Il palazzo smise di essere residenza imperiale sotto la dinastia dai Comneni nel XII secolo, che gli preferirono il Palazzo delle Blacherne, considerato più sicuro, trattandosi di una vera e propria fortezza addossata alle possenti mura teodosiane, ed eretto in un luogo più salubre, affacciandosi al contempo sulla campagna e sul Corno d'Oro. Il Bucoleone rimase così, assieme al Gran Palazzo come residenza di rappresentanza, per le grandi cerimonie. In questo periodo l'accesso marittimo del Palazzo, il porto di Bucoleon, divenne l'accesso di rappresentanza della città, destinato ad accogliere le visite dei sovrani stranieri.

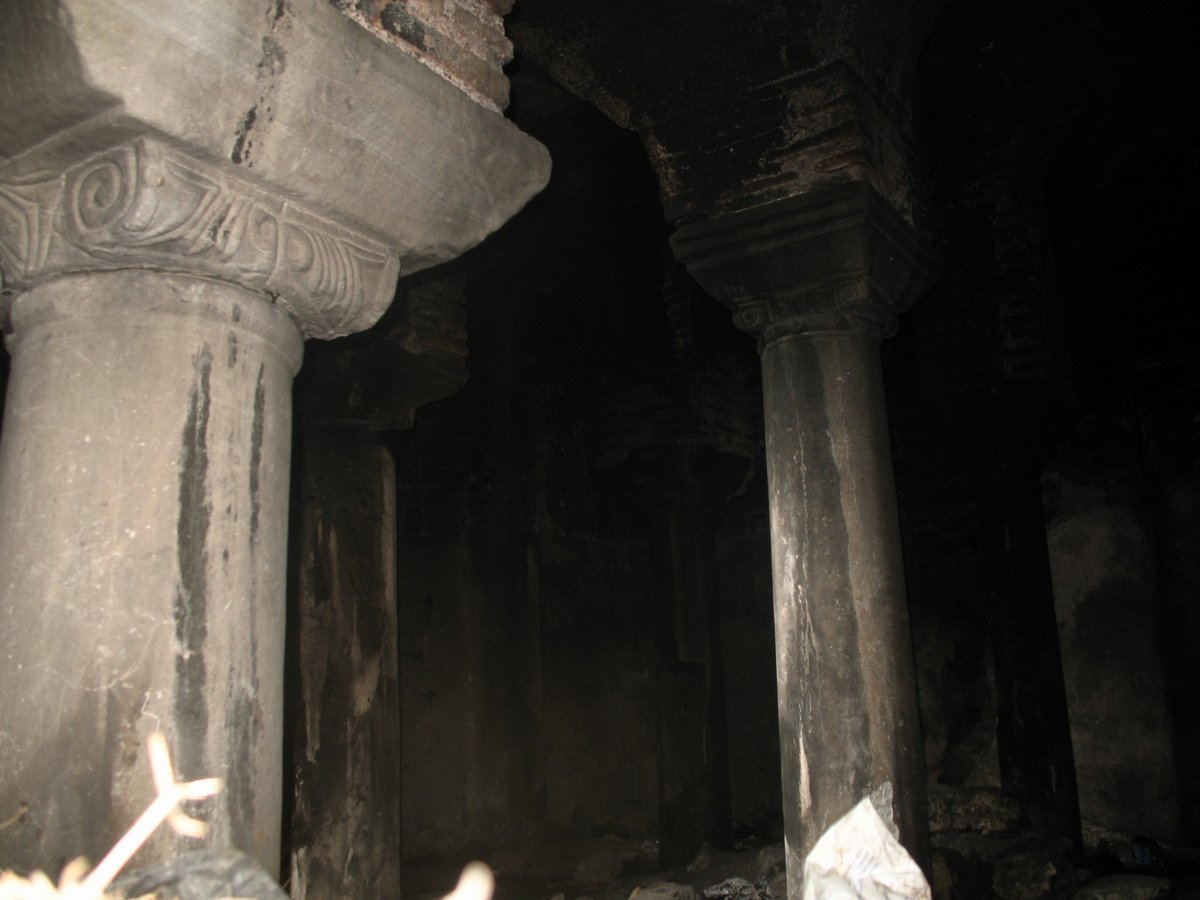
Resti di una cappella inglobata all'interno del palazzo.

Dopo la conquista di Costantinopoli del 1204, durante la Quarta crociata e la creazione dell'effimero Impero Latino, il palazzo passò nelle mani di Bonifacio del Monferrato, re di Tessalonica:
(Goffredo di Villehardouin)
Il palazzo divenne quindi residenza della principessa Margherita, figlia di Bela III d'Ungheria, vedova di Isacco II Angelo e nuova moglie di Bonifacio. Durante tutta la durata dell'Impero Latino, il Bucoleone rimase residenza imperiale, fino alla riconquista bizantina del 1261.
Le cattive condizioni seguite al saccheggio da parte dei crociati e le difficili condizioni delle casse statali portarono ad un progressivo abbandono del complesso del Gran Palazzo e del Palazzo del Bucoleone, con il definitivo spostamento della corte imperiale alle Blacherne.
Il 29 maggio del 1453, quando Maometto II conquistò definitivamente la città e pose termine al millenario impero bizantino, il Bucoleone era ormai in rovina. Ciò nonostante, per il suo grande passato e per aver ospitato generazioni di Imperatori bizantini, vi fu celebrato il successo per la conquista della città.
Le rovine del palazzo vennero parzialmente distrutte nel 1873 per la realizzazione della vicina linea ferroviaria.

## Galleria d'immagini

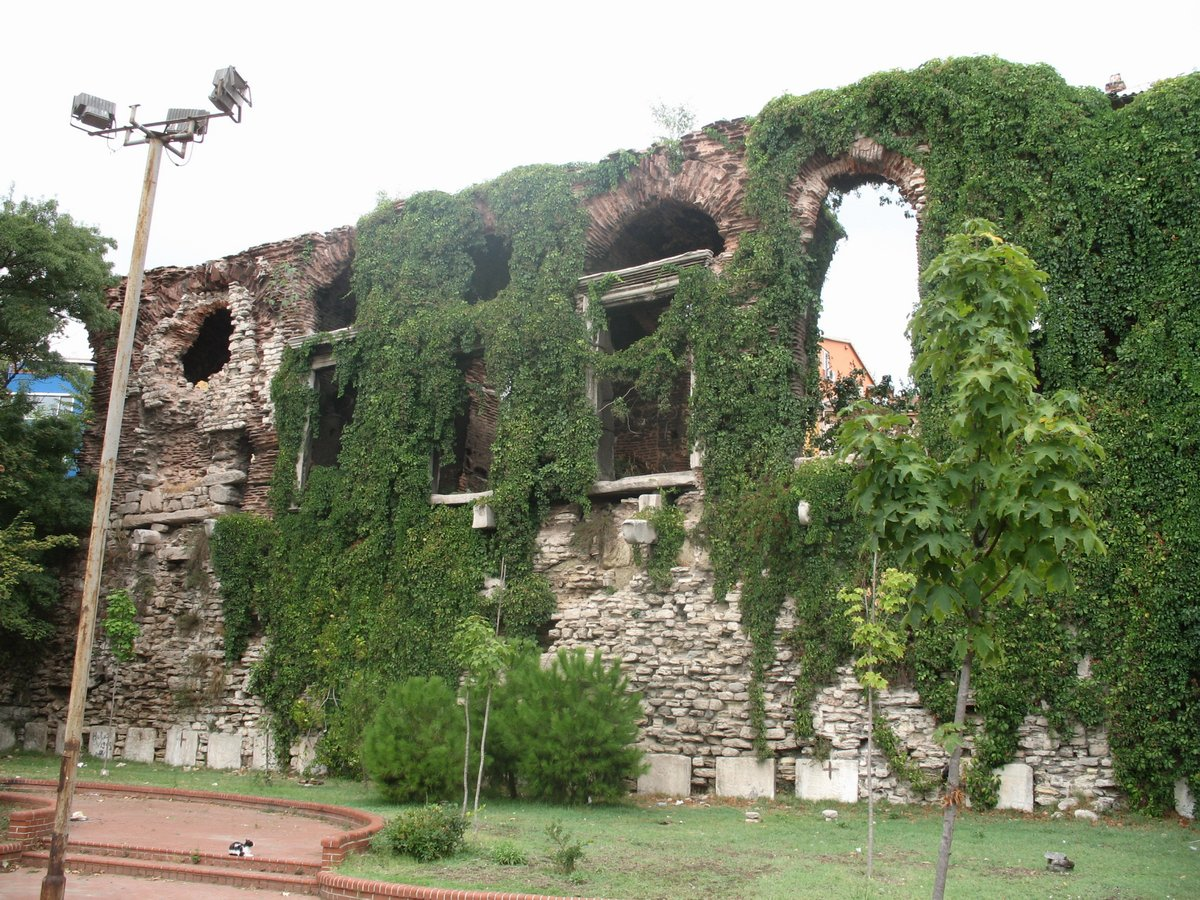
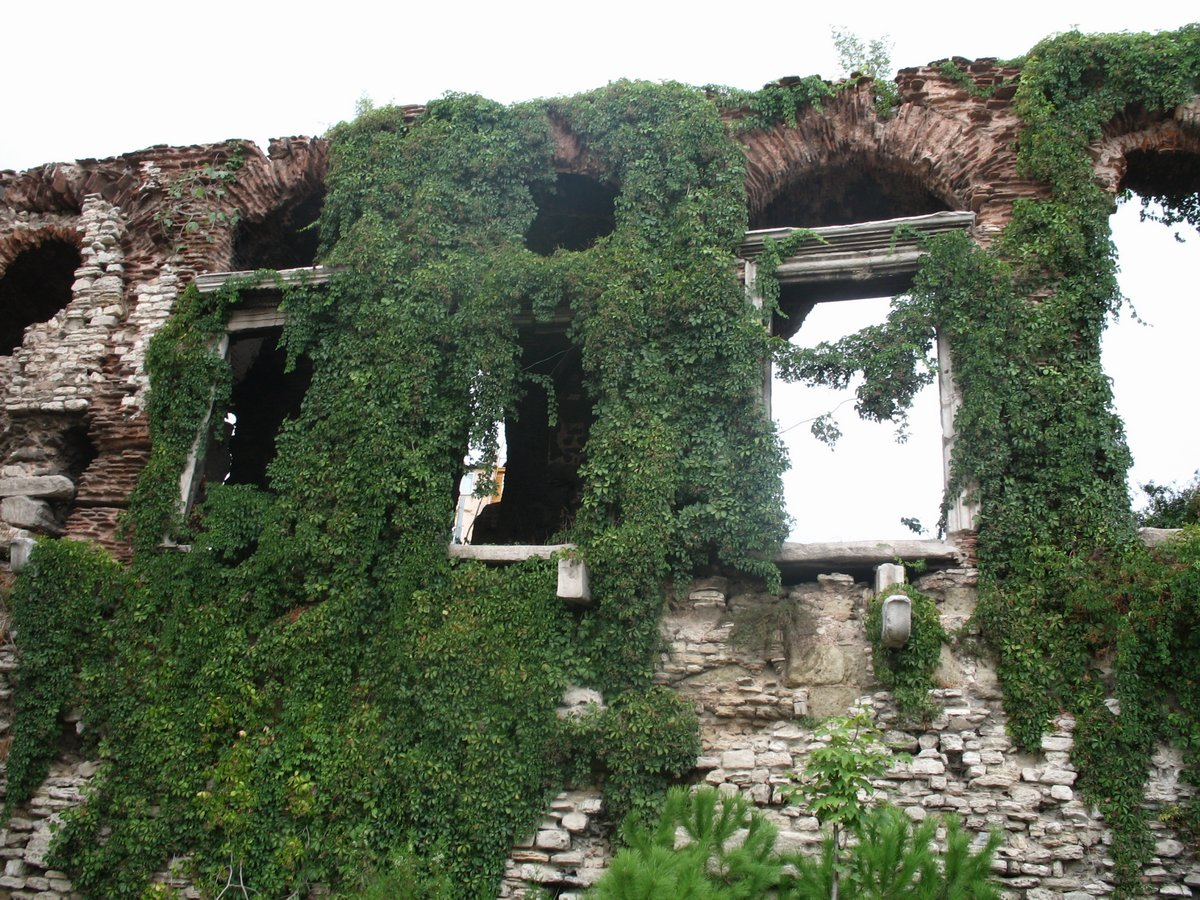
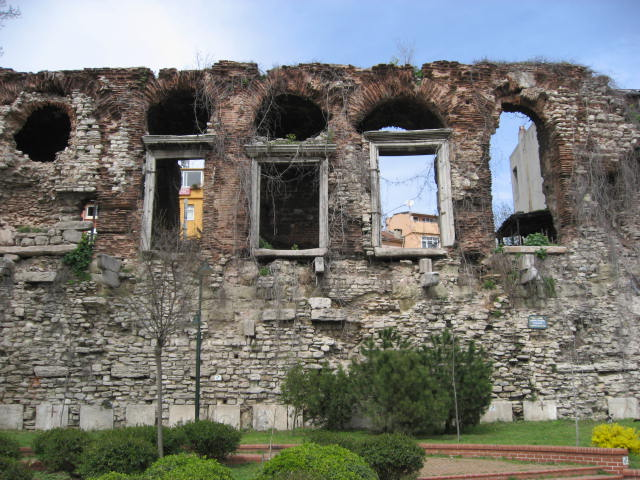
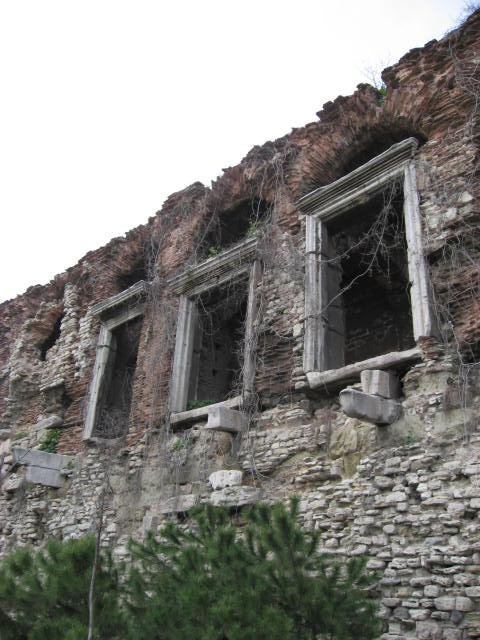
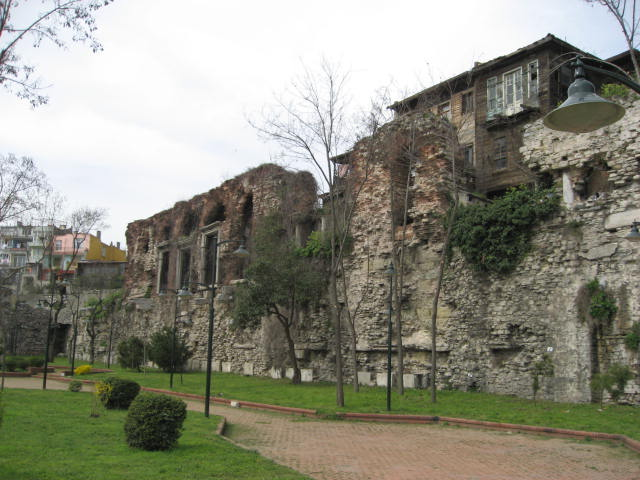
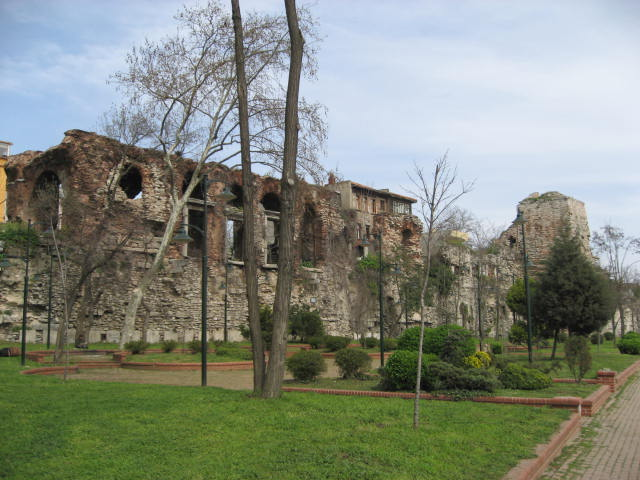
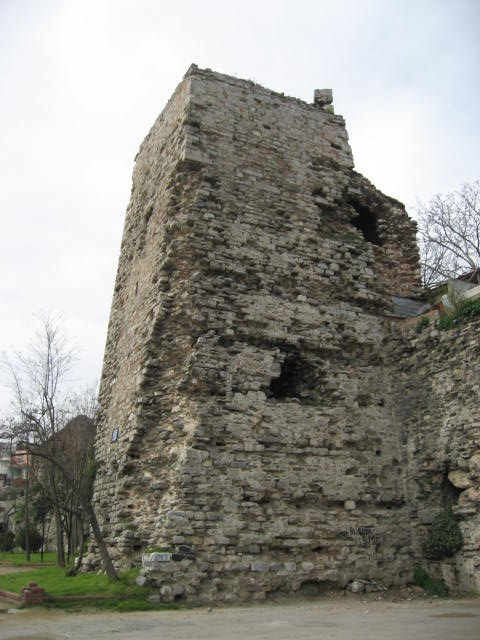
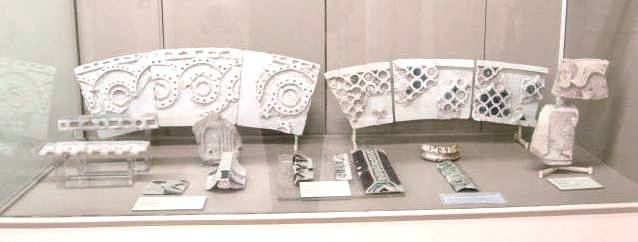
Frammenti del palazzo conservati al museo archeologico di Istanbul.
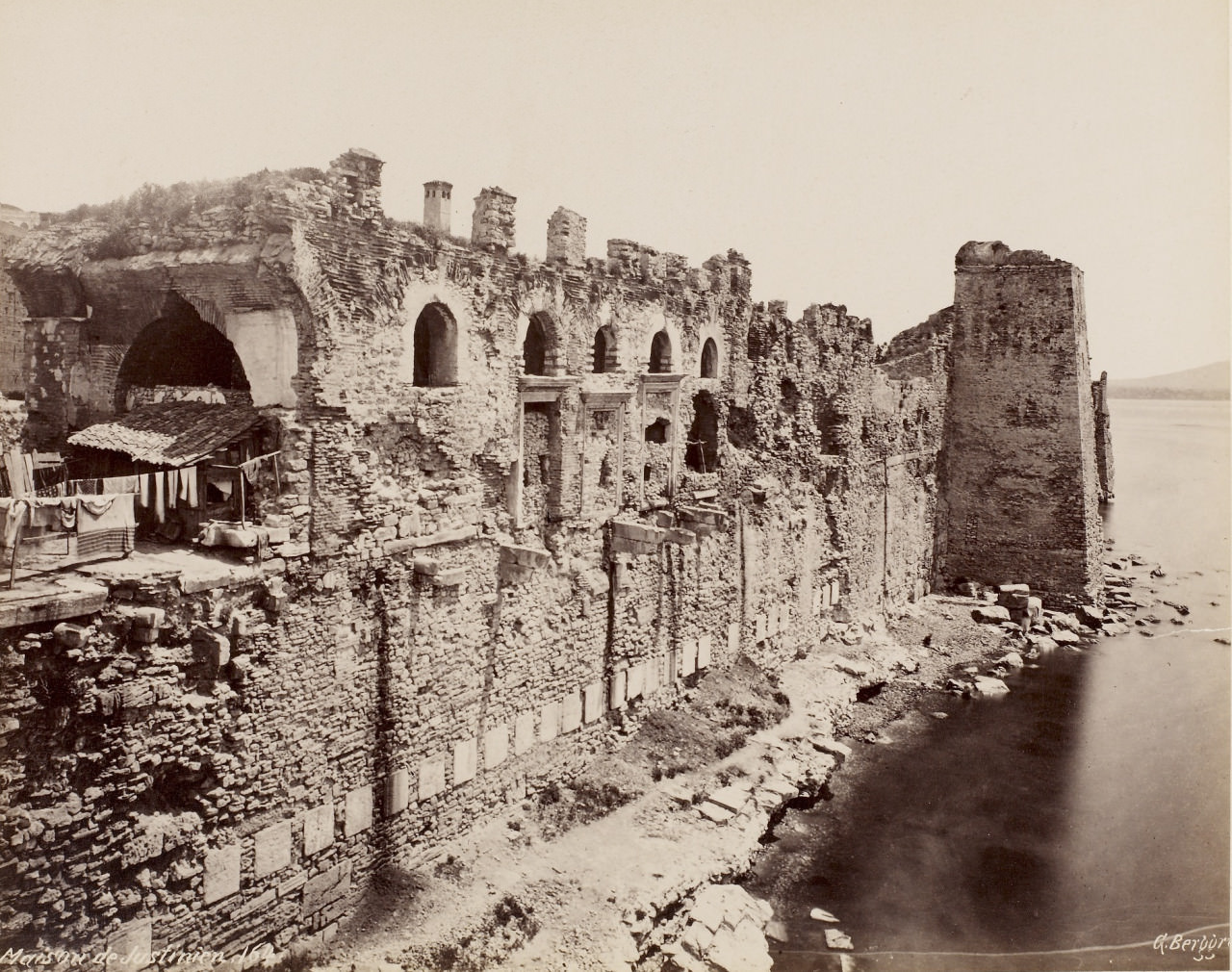
Fotografia ottocentesca del palazzo